# جينغ تيان
جينغ تيان (مواليد 21 يوليو 1988) هي ممثلة صينية، عرفت للجمهور الفيلم لمشاركتها في أفلام السور العظيم، كونغ: جزيرة الجمجمة وحافة الهادي: انتفاضة.

## وصلات خارجية
- جينغ تيان على موقع IMDb (الإنجليزية)
- جينغ تيان على موقع ألو سيني (الفرنسية)
- جينغ تيان على موقع ميوزك برينز (الإنجليزية)
- جينغ تيان على موقع أول موفي (الإنجليزية)
- جينغ تيان على موقع قاعدة بيانات الفيلم (الإنجليزية)
- جينغ تيان على موقع كينوبويسك (الروسية)